# Lagoa (Rio de Janeiro)
Lagoa (Lagoa Rodrigo de Freitas) és un barri de classe alta de la Zona Sud de la ciutat de Rio de Janeiro, Brasil. Té un dels Índexs de Desenvolupament Humà més alts de la ciutat i la millor taxa d'alfabetització d'adults. Gran part de les seves terres van ser guanyades a l'aigua de la llacuna Rodrigo de Freitas, per la qual cosa la majoria de les construccions de Lagoa (en general luxosos edificis d'apartaments) miren cap al mirall d'aigua que té un contorn de 7.500 metres i és un lloc ideal per realitzar esports, esplai i visitar bars o restaurants de gastronomia internacional.
Des de 1996, cada desembre suma un nou atractiu: un arbre de Nadal flotant de 85 metres d'altura que destaca per la seva il·luminació.

## Toponímia
El barri rep el seu nom per la lagoa (llacuna) Rodrigo de Freitas, que ocupa la major part de la zona.

## Ubicació i límits
Lagoa limita amb els barris Ipanema, Leblon, Jardim Botânico, Humaitá, Gávea i Copacabana, tots de la Zona Sud de la ciutat.
Forma part de l'Àrea de Planejament 2 i dona nom a la Regió Administrativa VI, que comparteix amb Ipanema, Leblon, Jardim Botânico, Gávea, Vidigal i São Conrado.
Lagoa ocupa una superfície de 510,99 hectàrees i té només un 38,94 % d'àrees urbanitzades i/o alterades (a causa de la gran llacuna que ocupa gran part del barri), per la qual cosa és un dels deu barris de Rio menys urbanitzats.

## Història
La història de Lagoa Rodrigo de Freitas està fortament lligada al Jardí Botànic i les granges que s'hi van assentar.
Al segle xvi, la llacuna d'aigües salades on avui es troba el barri Lagoa era coneguda amb el nom indígena Çapôpenypau, (llacuna d'arrels xates). Després va tenir diferents denominacions, com Sapopemba, Lagoa do Amorim i Lagoa Fagundes Varela.
També va ser anomenada pels indis tupinambás Sacopenapã, que significava "camí dels socós", aus que solien habitar aquests paratges. Però el governador Antonio Salema va arrasar les tribus indígenes de la regió.
El mirall d'aigua, amb uns quatre quilòmetres quadrats de superfície i tancat per turons avui coneguts com a Corcovado, Dois Irmãus, da Saudade i dos Cabritos, va guanyar el seu actual nom al segle xvii. L'Engenho del Rei, fundat el 1571 on avui es troba el Jardí Botànic, va ser anomenat de diverses maneres a mesura que nous amos es feien càrrec d'aquestes terres. Amb la denominació Engenho de Nossa Senhora da Conceição da Lagoa, el 1611 va passar a mans de Rodrigo de Freitas Mello i Castro.
La Fonte da Saudade, a la vora de la llacuna i pintada per Maria Grahan, quedava en la granja homònima. El seu nom s'origina en unes tristes melodies que solien entonar les bugaderes portugueses que s'hi reunien.

"Lagoa Rodrigo de Freitas, Rio de Janeiro", oli de Nicola Antonio Facchinetti, 1884.

L'arribada de les diligències públiques, el 1871 –la tracció animal seria substituïda trenta anys més tard per trens elèctrics, en les albors de la gestió de Francisco Pereira Passos– va revaloritzar els terrenys de les granges de la zona. A finals del segle xix va començar l'ocupació de l'àrea per indústries tèxtils, com la fàbrica de la Companhia de Fiação e Tecidos Corcovado, amb les seves viles per a operaris. Al costat del Parc Lage es van muntar les fàbriques de teixits Corcovado i Carioca, i la barreteria Braga Costa i el laboratori del metge Oswaldo Cruz, convertint els barris Gávea i Jardim Botânico en una de les zones més industrialitzades de Rio aleshores.
Amb la desaparició de les granges i les fàbriques, al llarg del segle xx, les terres van ser urbanitzades. A les àrees que circumden la llacuna Rodrigo de Freitas, especialment a la riba del Jardí Botànic, sorgeixen els primers nuclis residencials de la zona.
En la gestió del prefecte Carlos Sampaio (1920-1922) es van realitzar importants obres de sanejament de la llacuna, que comença a canviar de fisonomia, i també es regularitza el canal Jardim de Alah, que comunica la llacuna amb el mar. En realitat, els terrenys guanyats a l'aigua de la llacuna van ser on es va assentar la gran majoria dels edificis del barri Lagoa. En illes artificials de la llacuna van sorgir els clubs Caiçaras i Piraquê. Els aterros més recents són part del parc Tom Jobim, que circumda tota la llacuna.
Al final del segle xx, els veïns de la zona i els carioques en general van prendre la llacuna com un símbol de la lluita per la preservació del patrimoni de la ciutat. Els successius governs van decidir preservar el mirall d'aigua, que constitueix un dels més importants espais d'esplai de la Zona Sud.

## Demografia
Lagoa té 18.221 habitants, dels quals 8.329 són homes i 9.892 són dones.
Té una esperança de vida de 77,91 anys i una taxa d'alfabetització d'adults del 99,46 %, la més alta de Rio de Janeiro.
L'Índex de Desenvolupament Humà (IDH) del barri és de 0,959, que el situa entre els vuit millors de la ciutat. És comparable al IDH d'Irlanda (0,960).

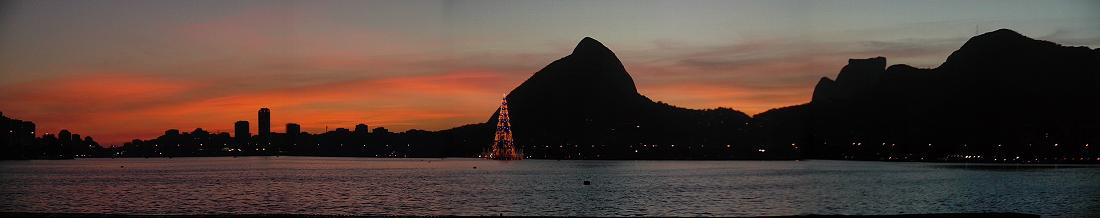
Panoràmica de la llacuna amb l'arbre de Nadal al centre.